# Blue Heart-diamant
De Blue Heart-diamant, ook wel bekend als de Unzue-diamant of de Eugenie-diamant is een diep blauwe, hartvormig geslepen diamant van ruim 30 karaat. De diamant moet niet verward worden met de Heart of Eternity, een andere blauwe, hartvormige diamant. De Blue Heart is een tint donkerder en wordt omschreven als fancy deep blue.

## Gedolven
Het Smithsonian, wat momenteel de Blue Heart in bezit heeft, ontdekte nadat de diamant aangekocht was, dat deze in 1908 gedolven is in de Premier mijn. Deze mijn in Zuid-Afrika bracht ook andere bekende diamanten voort, zoals de grootst gedolven diamant ooit, de Cullinan, de Taylor-Burton-diamant en de Premier Rose-diamant. Ook de vergelijkbare maar recenter gepresenteerde Heart of Eternity werd hier gedolven.

## Bewerking en geschiedenis
De Blue Heart was in 1908 100,5 karaat. De Franse diamantslijper Atanik Eknayan sleep de steen in 1910 tot de 30,62 karaat die hij nu bedraagt. Pierre Cartier, onderdeel van de familie die Cartier had opgezet, kocht de Blue Heart en plaatste deze in een ketting die een lelietje-van-dalen verbeeldde. Deze ketting werd verkocht aan Maria Unzue die hem 26 jaar later, in 1936, als huwelijkscadeau aan haar nicht Angela Gonzalez Alzaga gaf. De diamant werd naar Unzue genoemd, omdat zij de eerste koper was. Haar familie had tot 1953 de diamant in bezit waarna de Blue Heart verkocht werd aan Van Cleef & Arpels. Zij voegden de diamant met een roze en een andere blauwe diamant samen tot een nieuwe hanger. Deze werd verkocht aan baron Hans Heinrich Thyssen-Bornemisza. Zijn tweede ex-echtgenote Nina Dyer verkocht in 1959 de hanger al weer door aan Harry Winston die de Blue Heart uit de hanger haalde en in een ring vatte waar de blauwe diamant omgeven werd door kleinere witte diamantjes. Marjorie Merriweather Post kocht de ring en gaf deze in 1964 aan het Smithsonian, waar de ring nog altijd is.

## De Eugenie-diamant - een onjuiste naam
De Blue Hope wordt ook wel als de Eugenie-diamant of Eugenie Blue aangeduid. In dit geval zou dat verwijzen naar keizerin Eugénie. Na 1871 werden zij en haar man echter afgezet. Hoewel Eugenie tot 1920 leefde en de steen al in 1908 gedolven is, lijkt het daardoor niet erg waarschijnlijk dat zij hem in haar bezit heeft gehad, ook omdat we hem de gehele periode kunnen traceren.